# Luis de Narváez
Luis de Narváez (Granada, ca. 1500 - 1552) fue un compositor escritor y vihuelista español. Su nombre aparece escrito también como Luys de Narváez. 

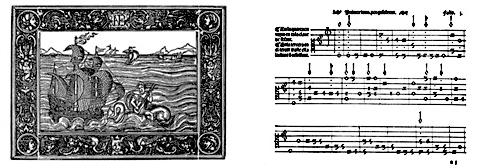
Los seys libros del Delphin

Poco se conoce de su biografía. Se sabe que nació en Granada a finales del siglo XV, en 1510. Su primera aparición fue en casa del comendador mayor de León y Secretario de Estado de Carlos V, Francisco de los Cobos, a quien en 1538 dedica su principal obra, Delphin de música para vihuela. Entre 1539 y 1540 trabaja al servicio de los duques de Medina Sidonia. Un año después de la muerte del comendador Cobos, acaecida en 1547, Narváez es contratado como maestro de los cantorcicos al servicio del príncipe Felipe, que será luego rey Felipe II, puesto en que permaneció hasta fallecer en 1552.
Fue Narváez muy famoso en su época. El cortesano escritor y caballero Luis Zapata de Chaves escribió en su Miscelánea (1592) que
En Valladolid, en mi moçedad, un músico de vihuela llamado Narváez [era] de tan extraña habilidad en la música que, sobre cuatro voces de canto de órgano de un libro, echaba en la vihuela de repente otras cuatro, cosa, a los que no entendían la música, milagrosa, y, a los que la entendían, milagrosísima.

## Obra
Se dedicó sobre todo a la polifonía vocal y, sólo en segundo lugar, a la música para vihuela española. No obstante, hoy en día se le recuerda más por esta última faceta. Es autor de Los seys libros del Delphin de música de cifra para tañer vihuela, publicado en Valladolid en 1538. Se trata de una colección que incluye un elevado número de fantasías instrumentales sobre modelo italiano, que fueron muy influyentes en décadas posteriores: romances, villancicos y grupos de diferencias (variaciones sobre canciones ya familiares a los oyentes, como las Diferencias sobre "Guárdame las vacas"), que son ejemplos de las primeras variaciones de la historia de la música. Basándose en los cantos gregorianos y en los romances españoles, la obra incluye arreglos y fantasías polifónicas cercanas al estilo de la escuela franco-flamenca. 
Contiene igualmente las primeras transcripciones para vihuela de canciones polifónicas. Sus piezas más conocidas son precisamente las transcripciones de la obra de Josquin Des Pres para cuatro voces «Mille regretz», también conocida como «La canción del emperador», por ser una de las canciones favoritas de Carlos V, que mantiene una destacada fidelidad al original; y por la canción "Paseavase el rey moro", con su acompañamiento de vihuela.
Dos de sus motetes se publicaron en los libros de motetes en 1539 y 1543 en Lyon (Francia).
En el siglo XX se recuperó la artesanía de la elaboración de vihuelas, así como el arte de tañerlas. Emilio Pujol editó el volumen sobre Narváez (1945) para las series de referencia Monumentos de la música española. 
Un premio de composición otorgado por la Real Academia de Bellas Artes de Nuestra Señora de las Angustias de Granada lleva su nombre.

## Ediciones
- El Delfín de la Música en seis libros. Valladolid, 1537.
- El segundo libro del Delfín de la Música de cifras para tañer vihuela..., 1538.
- El tercero libro del Delfín de la Música, 1538.